# Гетазат
Гетазат (вірм. Գետազատ) — село в марзі Арарат, у центрі Вірменії. Село розташоване за 10 км на північ від міста Арташат та за 1 км на північний схід від села Мргануш.